# Broadgate (East Riding of Yorkshire)
Broadgate – osada w Anglii, w hrabstwie East Riding of Yorkshire. Leży 13 km na północny zachód od miasta Hull i 259 km na północ od Londynu.